# 廷德爾空軍基地
廷德爾空軍基地（英語：Tyndall Air Force Base）是位於美國佛羅里達州貝縣的一個人口普查指定地區。

## 地理
廷德爾空軍基地的座標為30°04′43″N 85°34′35″W / 30.07861°N 85.57639°W，而該地最高點為海拔高度5米（即17英尺）。

## 人口
根據2010年美國人口普查的數據，廷德爾空軍基地的面積為37.60平方千米，當中陸地面積為37.40平方千米，而水域面積為0.20平方千米。當地共有人口2994人，而人口密度為每平方千米79人。